# Pantoinsäure
Pantoinsäure (Trivialname) ist eine chemische Verbindung aus der Gruppe der Hydroxycarbonsäuren, die auch natürlich vorkommt. Die Salze der Pantoinsäure werden als Pantoate bezeichnet. Das Amid mit β-Alanin ist Pantothensäure. Somit ist die Pantoinsäure auch eine chemische Unterheit des Coenzym A.

## Isomere
Pantoinsäure kann in zwei enantiomeren Formen (D- und L-Pantoinsäure) vorliegen. 
| Isomere von Pantoinsäure |                    |                  |
| Name                     | D-Pantoinsäure     | L-Pantoinsäure   |
| Andere Namen             | (R)-Pantoinsäure   | (S)-Pantoinsäure |
| Strukturformel           |                    |                  |
| CAS-Nummer               | 1112-33-0          | 1112-32-9        |
| CAS-Nummer               | 470-29-1 (unspez.) |                  |
| PubChem                  | 439251             | 6323462          |
| PubChem                  | 848 (unspez.)      |                  |
| Drugbank                 | −                  | −                |
| Drugbank                 | DB01930 (Pantoat)  |                  |
| Wikidata                 | Q23054703          | Q55973849        |
| Wikidata                 | Q2396216 (unspez.) |                  |

## Biosynthese
In Bakterien entsteht Pantoinsäure durch Hydroxymethylierung von α-Ketoisovalerat durch das Enzym Ketopantoathydroxymethyltransferase, gefolgt von Hydrierung der Carbonylgruppe durch das Enzym Ketopantoatreduktase und NADPH.

## Chemische Synthese
Pantoinsäure wurde erstmals 1904 von Erhard Glaser synthetisiert, welcher jedoch dieser weniger Interesse entgegenbrachte als dem daraus gebildeten Lacton, das als Nebenprodukt in seiner Synthese anfiel. Die Synthese geht von dem Kondensationsprodukt von Isobutyraldehyd und Formaldehyd aus (einer damals als Methyloldimethylacetaldehyd bezeichneten Substanz), welches mit Kaliumcyanid in Diethylether zum Cyanhydrin umgesetzt wird. Das Cyanhydrin wird dann sauer verseift, wobei die Pantoinsäure als Hauptprodukt entsteht.

## Chemische Eigenschaften
Aus der Pantoinsäure bildet sich unter entsprechenden Bedingungen (sauer) das Pantolacton.